# Мёртвым повезло
«Мёртвым повезло» — российский криминальный слэшер с элементами боевика, снятый и написанный Вадимом Валиуллиным. Главные роли исполнили Дмитрий Богдан, Алексей Дербунович, Андрей Поведский и Валерий Гриньков.
Фильм был выпущен в российский прокат 2 ноября 2017 года и собрал ₽67 тысяч.

## Сюжет
В центре сюжета находится молодой человек, который примыкает к преступной группировке своего старшего брата. Их задание — убийство по заказу. При этом, чтобы избежать преследования органов власти, преступники совершают убийство в стиле маньяка, который уже долгое время держит в страхе весь город.
Однако маньяк узнаёт о том, что его подставили, и теперь он решает показать неудачливым подражателям, как нужно правильно убивать. А вот продемонстрировать своё мастерство маньяк решает на самих преступниках. Теперь горе-бандиты должны объединиться друг с другом и стать командой ради общего выживания и безопасности.

## В ролях
| Актёр                  | Роль                     |
| ---------------------- | ------------------------ |
| Дмитрий Богдан         | младший брат             |
| Алексей Дербунович     | садист                   |
| Андрей Поведский       | старший брат             |
| Валерий Гриньков       | полковник                |
| Александрина Баландина | мать                     |
| Антон Болдырев         | продавец-консультант     |
| Вячеслав Крупнов       | маньяк                   |
| Полина Шабаева         | феминистка               |
| Николай Рихтер         | босс                     |
| Тамара Адамова         | девушка рок-музыканта    |
| Владислав Арсланов     | рок-музыкант/полицейский |
| Григорий Николаев      | отец                     |

## Критика
Татьяна Трубина (Darker) в целом положительно оценила фильм, похвалив юмор, сценарий, самоиронию и убийства в фильме, однако критике подвергся слишком закрученный сюжет.
Артём Петров из онлайн-кинотеатра Иви также дал фильму положительную оценку, похвалив операторскую работу, игру актёров, практические эффекты и юмор, но негативной критике подверглись финал фильма и его маленький бюджет.